# 李先芳 (萬曆進士)
李先芳（？—1596年），字茂實，號玉梅，南直隸蘇州府嘉定縣民籍，徽州府歙縣人，明朝政治人物。

## 生平
丁巳（官年）十一月十二日生。萬曆十年（1582年）壬午科應天鄉試舉人，十七年（1589年）以春秋房中式己丑科三甲一百四十一名進士。大理寺觀政，十二月授中書舍人，二十一年選擢刑科給事中，本年差巡视皇城，二十三年（1595年）升戶科右給事中，本年升四川布政使司參議，赴任未半年，二十四年卒于官。祀乡贤。

## 家族
曾祖父李社鼎；祖父李文邦。父李汝節，嘉靖四十四年進士，官登州府同知。弟李中芳。